# Référendum constitutionnel nord-chypriote de 2020
Le référendum constitutionnel nord-chypriote de 2020 a lieu le 11 octobre 2020 en Chypre du Nord afin de permettre à la population de se prononcer sur une révision de la constitution visant à augmenter le nombre de membres de la Cour suprême.
Organisé en même temps que le premier tour de l'élection présidentielle, le référendum a pour résultat le rejet de l'amendement, qui échoue de très peu à recueillir la majorité absolue des suffrages 

## Objet

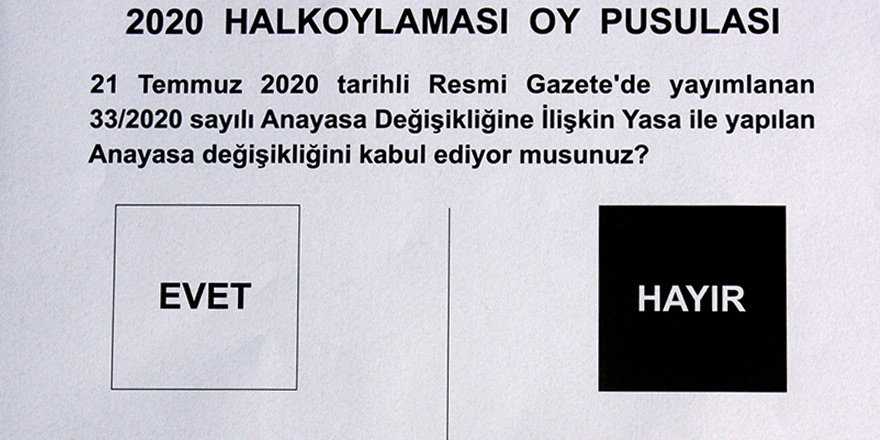
Bulletin de vote utilisé

La constitution de 1983 a mis en place une Cour suprême composée de huit membres dont un président. En 2020 cependant, la cour fait le constat d'un doublement de sa charge de travail au cours de la décennie passée. L'Assemblée de la République décide par conséquent de procéder à une révision de la constitution afin de rendre variable le nombre de membres de la cour, avec un minimum à huit et un maximum à seize, président compris,. 
L'amendement est voté à l'Assemblée par 42 voix pour, 3 contre et 5 abstentions le 6 juillet 2020. Le quorum de deux tiers du total des membres exigé par la constitution est ainsi largement franchi. Cette dernière impose cependant que l'amendement soit ensuite soumis à l'approbation de la population par référendum à la majorité absolue, sans quorum de participation ni majorité qualifiée,.

## Résultats
| Choix                     | Votes   | %     |
| ------------------------- | ------- | ----- |
| Pour                      | 53 711  | 49,87 |
| Contre                    | 53 994  | 50,13 |
|                           |         |       |
| Votes valides             | 107 705 | 92,88 |
| Votes blancs et invalides | 8 261   | 7,12  |
| Total                     | 115 966 | 100   |
| Abstention                | 82 991  | 41,71 |
| Inscrits/Participation    | 198 957 | 58,29 |

| Pour 53 711 (49,87 %) |  |  | Contre 53 994 (50,13 %) |
| ▲                     |  |  |                         |
| Majorité absolue      |  |  |                         |